# Бевера (Леко)
Бевера је насеље у Италији у округу Леко, региону Ломбардија.
Према процени из 2011. у насељу је живело 267 становника. Насеље се налази на надморској висини од 320 м.